# Tågfärdväg
Tågfärdväg är den rutt som ett tåg ska ta genom en eller flera järnvägsväxlar på väg in till (infartsväg) eller på väg ut från (utfartsväg) en driftplats (tidigare kallad station). Tågfärdväg kallades tidigare tågväg.
En tågfärdväg läggs av en tågklarerare. När tågfärdvägen läggs kontrollerar järnvägens säkerhetssystem att inga hinder (andra tåg eller vagnar) finns utmed tågfärdvägen, att alla växlar ligger rätt och är låsta (förreglade) samt att andra tåg förhindras att komma in på tågfärdvägen. När detta är klart ställs signaler (optiska eller via radio) om till "kör".
Vid tågfärdvägens slut finns på nyare driftplatser en skyddssträcka, som ska vara hinderfri. Avsikten är att ett tåg som inte lyckas stanna, ska få en extra säkerhetsmarginal. Detta används när man vill tillåta två mötande tåg att samtidigt köra in på en mötesplats. Se kapacitet.
En tågfärdväg kan även magasineras av tågklareraren. Det innebär att tågfärdvägen registreras i förväg i ett datoriserat ställverk, men inte verkställs förrän vissa villkor är uppfyllda. Därmed kan trafikledningen effektiviseras.